# !!نابودی - اوه - پسر!!
!!نابودی - اوه - پسر!! (به انگلیسی: !!Destroy-Oh-Boy!!) اولین آلبوم یک گروه گاراژ  پانک آمریکایی به نام نیو بمب ترکس است که در سال ۱۹۹۳ توسط کریپت رکوردز منتشر شد. آلبومی که در سال ۱۹۹۲ ساخته شد و در آن سال، گروه فکر نمی‌کرد که کسی به این آلبوم توجهی بکند و به میزان زیادی، فروش کند.نابود کن - اوه - پسر! در استودیو کایوت در بروکلین، نیویورک ضبط میکرد. تمام آهنگ‌های این آلبوم به ترک‌های بمب جدید به استثنای آهنگ «آقای کت شلواری»، کاور آهنگ گروه پانک راک بریتانیایی وایر از اولین آلبوم آن‌ها، پرچم صورتی(۱۹۷۷) اعتبار دارند. مت ریبر، نوازنده بیس گروه، به یاد می آورد که "فکر نمی کرد کسی از این آلبوم خوشش بیاید". خواننده اریک دیویدسون گفت که او "مطمئناً فکر می کند که در پشت آلبوم یوزد کیدز ریکورد در کلمبوس انباشته می شود و آنها هر چند ماه یکبار آنها را در فروش سی دی وار می گذارند."

## تهیه
آلبوم !!نابودی - اوه - پسر!! در استودیو کایوتی در بروکلین، نیویورک ضبط شد.
مت ربر نوازنده گیتار بیس به یاد می‌آورد: «من فکر نمی‌کنم کسی از آلبوم !!نابودی - اوه - پسر!! خوشش بیاید». اریک دیویدسون خواننده گروه نیز می‌گوید: «... ، می‌توانید اطمینان حاصل کنید که این امر می‌تواند برای سرودهای کودکان و نوجوانان در روز کلمبوس مفید بوده و ماهیانه مبلغی را برای پیشرفت آنها صرف کرد. من این گونه شکل گرفتم».

## اعضای گروه

### گروه
- اریک دیویدسون – خواننده
- جیم وبر – گیتار
- مت ربر – گیتار بیس
- بیل راندت – درام (ساز)

### اعضای فنی
- مایک ماریکاندا – تهیه‌کننده
- آلبرت کایاتی – صدابردار